# متحف بيت بختيار وهاب زاده
متحف بيت بختيار وهابزاده (بالأذرية: Bəxtiyar Vahabzadənin ev-muzeyi) متحف تذكاري مخصص للشاعر الأذربيجاني، الكاتب المسرحي، الناقد الأدبي، الشخصية العامة بختيار وهابزاده.

## تاربخ المتحف
يقع مبنى المتحف في مدينة شاكي، ألذي كان يعيش عاش بختيار وهابزاده.
أنشئ متحف بختيار وهابزاده بموجب القرار لرئيس جمهورية أذربيجان إلهام علييف المؤرخ 27 أكتوبر عام 2015 بمناسبة الذكرى السنوية المائة لميلاد الشاعر.
يقع المعرض في مساحة 70 متر مربع ومتكون من ثلاث غرف. ويعرض المتحف مختلف الوثائق والكتب والمخطوطات والصور ومواد المحفوظات والممتلكات الشخصية التي قدمتها أسرة بختيار ووهابزاده. يحتوي المتحف 735 معروضا عاما.